# Dedumose I
Dedumose I (fl. XVII secolo a.C.) è stato un faraone durante il secondo periodo intermedio dell'Egitto.

## Biografia
Dedumose I è noto principalmente per una stele, rinvenuta ad Edfu nel 1908, ed appartenente al figlio del re e comandante Khonsuemuaset; tuttavia è impossibile definire se figlio di re fosse un titolo letterale o puramente onorifico. Sono noti anche altri oggetti che però portano solo il nomen "Dedumose", condiviso anche da un altro faraone (Dedumose II) e quindi di difficile attribuzione.
Potrebbe essere lui (come potrebbe essere il suo sopra citato omonimo) l'ultimo sovrano parzialmente leggibile tra quelli che il Canone Reale riporta nella colonna 7.
Comunque sia anche questo sovrano regnò solamente sull'Alto Egitto avendo come capitale Tebe e probabilmente in contemporanea ad altri dinasti locali, più o meno tributari degli hyksos.

### L'associazione con Tutimaios
Abbandonata dai più è la teoria che vorrebbe associare questo sovrano con il Tutimaios sotto il cui governo, secondo la versione di Manetone riportata da Giuseppe Flavio nel suo Contro Apione, l'Egitto sarebbe caduto sotto il dominio hyksos:
In effetti l'unico reale collegamento tra Dedumose I ed il Tutimaios manetoniano è una leggera assonanza con il nomen Dedumose.

## Collocazione
La collocazione dinastica, cronologica e temporale di questo faraone è controversa. Un tempo collocato senza dubbio verso la fine della XIII dinastia, è stato in tempi più recenti attribuito alla XVI dinastia. Nel primo caso il suo regno sarebbe terminato verso il 1690 a.C., mentre nell'ipotesi più recente avrebbe avuto un regno di qualche anno tra il 1588 ed il 1582 a.C..

## Liste Reali
| HASH | F31 | s | Z5 |

| HASH | F31 | s | Z5 |

| HASH | F31 | s | Z5 |

| HASH | F31 | s | Z5 |

| HASH | F31 | s | Z5 |

| HASH | F31 | s | Z5 |

| HASH | F31 | s | Z5 |

| HASH | F31 | s | Z5 |

## Titolatura
| G5 |

| G5 |

| M13 | N28 · D36 |

| M13 | N28 · D36 |

| M13 | N28 · D36 |

| M13 | N28 · D36 |

| M13 | N28 · D36 |

| M13 | N28 · D36 |

| M13 | N28 · D36 |

| M13 | N28 · D36 |

| G16 |

| G16 |

| F30 · d | N16 · N16 |

| F30 · d | N16 · N16 |

| G8 |

| G8 |

| W25 | Htp · t · p | Z3 |

| W25 | Htp · t · p | Z3 |

| M23 · X1 | L2 · X1 |

| M23 · X1 | L2 · X1 |

| N5 | R11 | R11 | Htp · t · p |

| N5 | R11 | R11 | Htp · t · p |

| N5 | R11 | R11 | Htp · t · p |

| N5 | R11 | R11 | Htp · t · p |

| N5 | R11 | R11 | Htp · t · p |

| N5 | R11 | R11 | Htp · t · p |

| N5 | R11 | R11 | Htp · t · p |

| N5 | R11 | R11 | Htp · t · p |

| G39 | N5 |

| G39 | N5 |

| D37 · D37 | F31 | s | w |

| D37 · D37 | F31 | s | w |

| D37 · D37 | F31 | s | w |

| D37 · D37 | F31 | s | w |

| D37 · D37 | F31 | s | w |

| D37 · D37 | F31 | s | w |

| D37 · D37 | F31 | s | w |

| D37 · D37 | F31 | s | w |

## Datazioni alternative
| Autore        | Anni di regno      |
| ------------- | ------------------ |
| von Beckerath | entro il 1690 a.C. |
| Franke        | 1640 a.C.          |
| Ryholt        | 1588 - 1582 a.C.   |